# Сен Ланделин (бира)
 Тази статия е за френската бира.  За католическия светец вижте Ланделин от Креспин.  
„Сен Ланделин“ (на френски: Saint Landelin) е марка френска абатска бира, тип ейл, произведена и бутилирана в пивоварната „Les Brasseurs de Gayant“ в гр.Дуе, департамент Нор на регион Север-Па дьо Кале, Северна Франция.

## История
Бирата „Сен Ланделин“ носи името на френския католически светец Ланделин от Креспин, живял през VІІ век. Ланделин получава християнско образование, но става разбойнически главатар и в продължение на няколко години оглавява разбойническа шайка. Поразен от внезапната смърт на един от другарите си, той се разкайва и се връща при своя учител – Свети Обер от Камбре, който му налага строго покаяние. След три поклоннически пътувания до Рим решава да стане монах. Много от бившите му другари стават негови ученици и под негово ръководство построяват малък манастир. Общността се разраства и се превръща през 654 г. в абатство Лоб. През 656 г. Ланделин основава абатство Олн, а през 670 г. и абатство Креспин, където умира през 686 г.
През 1032 г. монасите от абатство Креспин построяват пивоварна на мястото, където Свети Ланделин открива извор, и започват да варят абатска бира. Днес традициите са продължени от пивоварната „Les Brasseurs de Gayant“, основана в гр. Дуе през 1919 г. Бирата „Сен Ланделин“ е отличена като най-добрата бира във Франция през 1978 г.

## Марки бира
Търговският асортимент на пивоварната, включва две абатски бири с марката „Сен Ланделин“:
- Saint Landelin blonde – лека абатска бира, със светложълт цвят, плодов аромат и алкохолно съдържание 6,5 %. Предлага се на пазара в стъклени бутилки от 0,25 и 0,75 л., в кенове и кегове от 20 и 30 л.
- Saint Landelin ambrée – плътна абатска бира с кехлибарен цвят, аромат на карамел и алкохолно съдържание 6,5 %. Предлага се на пазара в стъклени бутилки от 0,25 л. и кегове от 20 л.

Освен абатските бири в пивоварната се произвеждат и две марки в стил „Bière de Garde“:
- Saint Landelin Mithique – силна бира със светлозлатист цвят и алкохолно съдържание 7,5 %. Предлага се на пазара в стъклени бутилки от 0,33 и 0,75 л. и в кегове от 20 л.
- Saint Landelin la Divine – силна бира със златистожълт цвят, с плодов вкус и аромат и алкохолно съдържание 8,5 %. Предлага се на пазара в стъклени бутилки от 0,33 и 0,75 л.